# غولادين
غولادين (بالألمانية: Roulade) وهو طبق ألماني. يتكون عادةً من شرائح لحم الخنزير المقددة، البصل، خردل وخضار مخلل ملفوف في قطعة لحم بقري رقيقة ومن ثم تطبخ. في بعض الدول، يعرف الغولادين بلحم بقر الزيتون.

## بلد المنشأ
غولادين مصدر الوصفة في دولة ألماني. 